# Сурков, Юрий Александрович
Юрий Александрович Сурков (1926—2005) — космохимик, лауреат Ленинской премии, Государственной премии СССР и премии имени А. П. Виноградова (1999), академик Международной академии космонавтики и РАЕН.

## Биография
Родился 31 марта 1926 года в Москве.

### Детство и юность
В июне 1941 года вместе с младшим братом отдыхал в пионерском лагере для детей сотрудников аппарата ЦК партии и лагерь через несколько дней после начала войны был эвакуирован за Урал, в город Шадринск. Отец до 1947 года служил в армии. Мать была эвакуирована на Урал.
Пионерский лагерь разместился в Шадринске на базе местного техникума. Дети продолжали учиться в школе, сами поддерживали порядок в помещениях.
После возвращения матери из эвакуации, Юру Суркова, которому исполнилось уже 16 лет, по просьбе родителей отпустили в Москву. Успешно сдал экзамены за 10-й класс и поступил в Московский горный институт.
После окончания 1-го курса в 1944 году, добровольцем пошел служить на Черноморский флот и сначала был определен в Военно-морское авиационное училище имени Леваневского. Затем служил на военном аэродроме в Капони, где базировались новые самолеты — пикирующие бомбардировщики, выполнявшие военные операции совместно с кораблями Черноморского флота. Следующий этап его службы проходил на плавучей базе подводных лодок в Севастополе. После окончания войны до 1947 года служил в частях, конвоировавших немецких военнопленных из концлагерей на работу по восстановлению разрушенных ими военных объектов.
По возвращении в Москву совету друга отца П. В. Худякова — заместителя директора Института атомной энергии (ИАЭ) посетил этот крупнейший в стране научный центр и решил поступать в Московский механический институт (с 2009 года — Национальный исследовательский ядерный университет «МИФИ») на факультет «ядерная физика», сдал вступительные экзамены по физике и математике и был принят на 2-й курс.
Лекции на факультете читали ведущие ученые страны и мира — академики Л. А. Арцимович, М. А. Леонтович, И. Е. Тамм, А. И. Лейпунский, М. С. Козадаев, а записанные студентами конспекты лекций сдавались в секретный отдел и выдавались потом для изучения только в библиотеке института.
В 1952 году — окончил МИФИ по специальности «проектирование и эксплуатация физических приборов и установок», получил квалификацию «инженер-физик», а темой дипломной работы было создание камеры Вильсона.

### Начало научной работы
После окончания МИФИ был включен в состав экспедиционного отряда ИАЭ, направлявшегося в Армению, на гору Алагез (Бюраканская астрофизическая обсерватория) для проведения первых экспериментов по изучению состава и свойств космических лучей и реакций их взаимодействия со сложными ядрами с помощью разработанной им камеры.
Работая в институте, получил доступ к работе на первом в стране ускорителе заряженных частиц в Дубне. При этом доступ выдавался эпизодически, и при облучении мишени около 1 часа накапливались только короткоживущие изотопы, которые распадались в течение нескольких часов или дней, а плановая замена мишени остановила бы работу других исследователей. Сурков совершил рискованный поступок, влезая через монтажный люк в камеру и установил там новую мишень — небольшую металлическую пластину, причем рядом находились два дозиметриста — один с секундомером, другой — с дозиметром. Благодаря этому были получены результаты, которые позволили открыть существование ранее неизвестных атомных ядер элементов среднего атомного веса и исследовать их радиационные характеристики.
В 1950-х годах по просьбе А. П. Виноградова Курчатов перевел двух аспирантов — Ю. А. Суркова и И. С. Днепровского — в Институт геохимии, так как там не было своих специалистов по ядерной физике.
В 1958 году — защитил кандидатскую диссертацию в Институте физической химии и продолжил работу в лаборатории планетных исследований в Институте геохимии.
В конце 1950-х — начале 1960-х годов под руководством академика А. П. Виноградова в СССР разрабатывается космохимическое направление в исследовании тел Солнечной системы.
В 1961 году — специальным решением АН СССР Сурков назначен заведующим лабораторией планетных исследований ГЕОХИ АН СССР, а в 1978 году становится главным конструктором института.
В 1970 году — защитил докторскую диссертацию, в 1971 году — присвоено учёное звание профессора.
В 1991 году — избран академиком Международной академии астронавтики и Российской академии естественных наук.
Умер в 2005 году.

## Научная и общественная деятельность
Основоположник экспериментальной космохимии, получившей развитие в процессе совершенствования космической техники, руководитель работ по проектированию, созданию и эксплуатации приборов, которые устанавливались на космических аппаратах, исследовавших Луну, Венеру, Марс.
В создаваемых приборах применялись гамма-спектрометрические, рентгено-спектрометрические, масс-спектрометрические и другие методы физико-химических исследований.
В 1966 году на космических аппаратах (КА) «Луна-10» и «Луна-12» с помощью первого в истории космонавтики гамма-спектрометра (ГС-10Л), созданного под его руководством, измерено содержание естественных радиоактивных элементов и определен тип пород, залегающих на поверхности Луны. Впервые было показано, что Луна, как и Земля, имеет свою активную тепловую историю, приведшую к дифференциации её вещества. Тогда же были проведены первые простейшие эксперименты по исследованию рентгеновского излучения Луны, возникающего при облучении её космическими лучами и солнечным ветром.
В 1967 году был командирован в США для ознакомления американских учёных с результатами первых исследований Луны в Советском Союзе. Хотя международная обстановка была тогда напряжённой, между Академиями наук СССР и США существовало соглашение об обмене научными достижениями в области освоения космоса. Так как часть приборов первой посадочной станции «Луна-9» и первого в мире искусственного спутника Луны «Луна-10», на котором советские учёные впервые определили состав лунных пород, были созданы в лаборатории Ю. А. Суркова, то именно он получил приглашение от Американской академии наук.
В лаборатории Ю. А. Суркова на специально созданном оборудовании осуществлялись приём и первичные исследования образцов лунного грунта, доставленных на Землю автоматическими космическими станциями «Луна-16», «Луна-20» и «Луна-24». Исследование Луны с помощью космических средств и изучение лунного грунта на Земле дали ответы на многие вопросы, поставленные классической астрономией.
В 1967—1969 годах на КА «Венера-4», «Венера-5» и «Венера-6» с помощью оригинальных газоанализаторов ГА-6В, ГА−7В и ГА−8В, основанных на комплексе различных датчиков и измерителей влагосодержания в атмосфере, впервые определен состав атмосферы Венеры. Было показано, что атмосферы Венеры и Земли имеют одинаковую природу и лишь различное расстояние от Солнца обусловило полное различие их современного облика. В 1970 году за создание АМС «Венера-4, −5 и −6» и проведение комплекса научных исследований по определению физических параметров и химического состава атмосферы планеты Венера группе ученых, в том числе Ю. А. Суркову, присуждена Ленинская премия.
В 1972—1975 годах на КА «Венера-8», «Венера-9» и «Венера-10» с помощью более совершенного гамма-спектрометра ГС-12В впервые определено содержание радиоактивных элементов в различных геоморфологических регионах венерианской поверхности; получены первые панорамные изображения поверхности Венеры; впервые применены радиационные плотномеры (РП-75) и масс-спектрометры (МАВ-75).
В исследовании атмосферы Венеры особую роль играла масс-спектрометрия. Первый масс-спектрометр (МС) для исследования плотной атмосферы Венеры был применен на АМС "Венера-9 и «Венера−10» Ю. А. Сурковым и его коллегами. После этих исследований МС начали применяться почти на всех советских и американских космических аппаратах, направлявшихся к Венере.
На КА «Венера-12» и «Венера-14» в 1978—1982 годах рентгенорадиометрическим методом с помощью приборов БДРА-1В впервые экспериментально определен состав аэрозольной компоненты облачного слоя Венеры. Показано, что основными составляющими венерианских облаков являются сера и хлор. Дальнейшие исследования в этой области, позволившие составить более полное представление о составе и структуре облачного слоя Венеры, были проведены под руководством Ю. А. Суркова в 1984 году на КА «Вега-1» и «Вега-2» с помощью советско-французского прибора «Малахит», состоявшего из французского коллектора-пиролизатора и высокочувствительного масс-спектрометра, созданного в лаборатории Ю. А. Суркова.
При запуске КА «Венера-13» и «Венера-14» впервые ставилась задача определения состава венерианских пород в районе посадки станций. Эксперимент, не имеющий равных в мире, был поставлен в марте 1982 года. Станции достигли Венеры, проведя телевизионную съемку районов посадки, исследовав характеристики атмосферы и впервые определив элементарный состав пород рентгено-спектрометрами БДРП-2В. Образец породы для анализа отбирался с помощью грунтозаборного устройства, созданного в лаборатории Суркова совместно с КБ общего машиностроения. Все операции по взятию образца грунта и его транспортировке внутрь аппарата производились автоматически с помощью пиротехнических средств. Результаты этих уникальных исследований дали возможность развить представления об истории формирования поверхности и коры Венеры.
За создание и использование комплекса средств для исследования поверхности планеты Венера Ю. А. Суркову и группе работавших совместно с ним ученых присуждена Государственная премия СССР (1983).
Из всех планет Солнечной системы наибольшее внимание ученых и специалистов привлекал Марс. В 1970-е годы в результате полетов советских КА «Марс-2», «Марс-3», «Марс-4» и «Марс-5» и американских КА «Викинг-1» и «Викинг-2» получена обширная научная информация о составе, структуре и свойствах атмосферы, о сезонных и климатических изменениях, о геологическом строении марсианской поверхности, которые не исключают возможности существования жизни на планете. Однако первые экзобиологические исследования, предпринятые КА «Викинг-1» и «Викинг−2», запущенными к Марсу в сентябре 1975 года, встретились с рядом трудностей и не дали однозначного ответа.
В лаборатории Ю. А. Суркова с помощью сцинтилляционного гамма-спектрометра ГС-11М, установленного на КА «Марс-5», в 1973 году впервые определено содержание радиоактивных элементов и основных породообразующих элементов, залегающих на поверхности планеты. На КА «Фобос-2» в 1988 году с помощью гамма-спектрометра ГС-14СЦФ определен элементарный состав пород в различных геоморфологических провинциях приэкваториальной части марсианской поверхности. Идентифицированы типы пород и определены их земные аналоги.
В начале XXI века под его руководством была начата подготовка научных экспериментов по исследованию Луны и спутника Марса (Фобоса) в рамках проектов «Луна-Глоб» и «Фобос-Грунт».
Автор 4 монографий, более 300 научных работ по ядерной физике и планетологии (некоторые из них изданы на английском языке), более 20 запатентованных изобретений.
Являлся членом Совета по космосу РАН, заместителем председателя Секции по изучению тел Солнечной системы, членом международной рабочей группы по пенетрометрии, членом редколлегии журнала «Земля и Вселенная», членом Научного совета РАН по проблемам геохимии.

## Семья
- Отец — Сурков Александр Анатольевич (1900—1983) — служил в молодые годы в Красной армии, участвовал в боях против белополяков на Западном фронте. В 1939 году был снова призван в армию, участвовал в советско-финляндской войне, прослужил до 1947 года.
- Мать — Суркова Александра Петровна (1905—1997)
- Cупруга — Кулешова Нина Ивановна (1957 г. рожд.)

## Награды
- Орден Октябрьской Революции (1975) — за заслуги в развитии советской науки и в связи с 250-летием АН СССР[1]
- Орден Трудового Красного Знамени (1986) — за достигнутые успехи при выполнении Х-ой пятилетки по развитию науки техники и внедрение результатов исследований в народное хозяйство СССР[1]
- Медаль «За победу над Германией»
- Ленинская премия (в составе группы, за 1970 год) — за создание АМС «Венера-4, −5 и −6» и комплекса научных исследований по определению физических параметров и химического состава атмосферы планеты Венера
- Государственная премия СССР (1983) — за создание и использование комплекса средств для исследования поверхности планеты
- Почётный гражданин г. Провиденса, шт. Род-Айленд, США (1988) за развитие международного сотрудничества.
- Заслуженный деятель науки и техники РСФСР (1989)
- Премия имени А. П. Виноградова (1999) — за монографию «Exploration of Terrestrial Planets from Spasecraft» («Исследования земных планет с космических аппаратов»)
- Медаль имени С. П. Королёва «За участие в космических исследованиях» (1985)
- Медаль имени Ю. А. Гагарина (1986)
- Медаль имени П. Л. Капицы